# هاسبرگه
هاسبرگه (به آلمانی: Haßberge) یک رشته‌کوه در آلمان است که در بایرن واقع شده‌است.

## خصوصیات
هاسبرگه   ۵۱۲٫۲ متر بالاتر از سطح دریا واقع شده‌است.